# エールフランス178便墜落事故

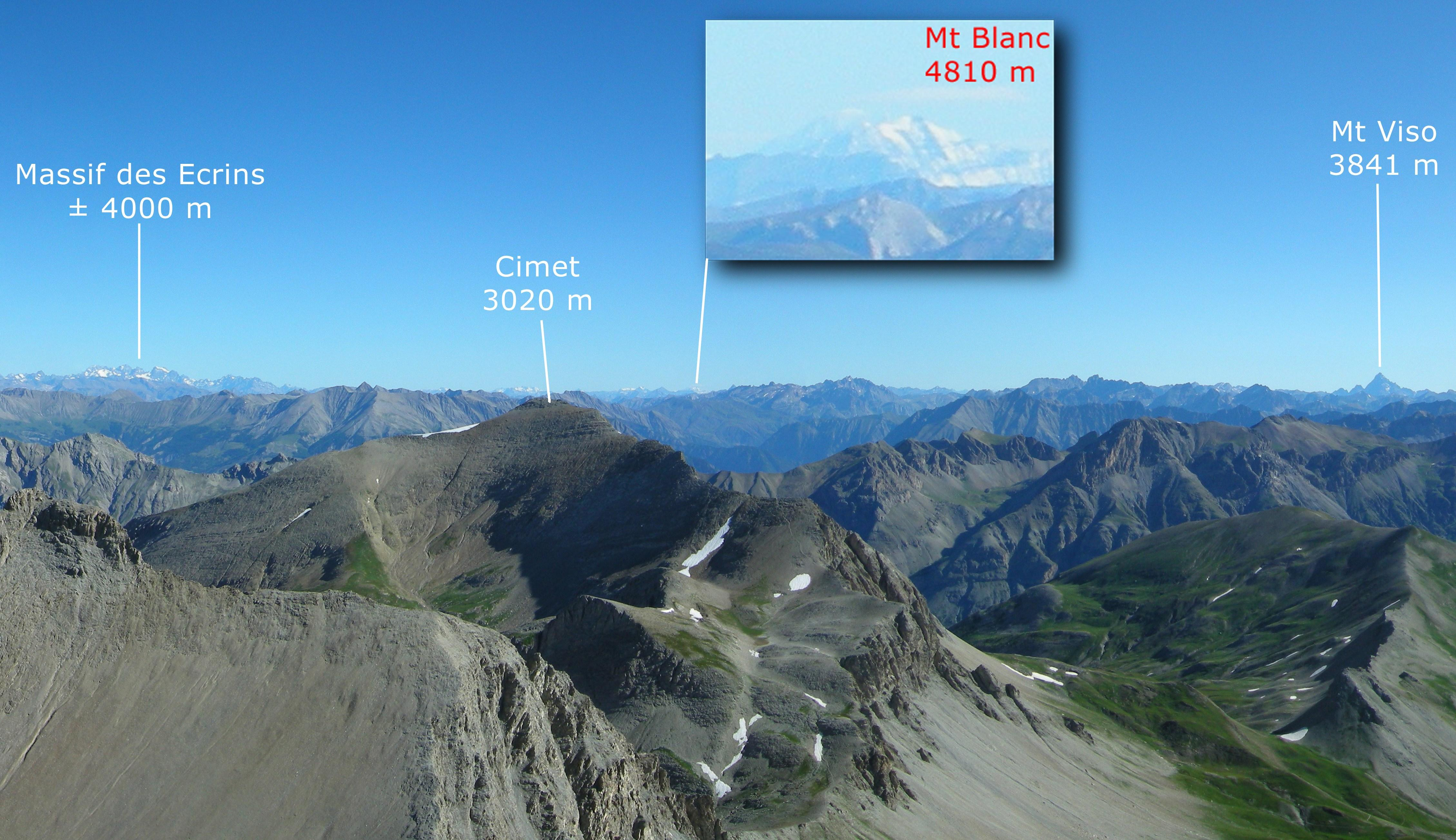
中央奥がモンブラン（4810m）、その手前左寄りが事故機の衝突したMont Le Cimet（3020m）

エールフランス178便墜落事故（エールフランス178びんついらくじこ、フランス語:vol 178 d'Air France ; Catastrophe aérienne du Mont Cimet）は、1953年9月1日、パリ＝オルリー空港からニース空港に向けて飛行していたエールフランスのロッキード コンステレーションが、ファイナルアプローチ中にフランス南東部アルプ＝ド＝オート＝プロヴァンス県バルスロネット近郊のアルプス山中で墜落した航空事故である。

## 概要
墜落した原因は不明であるが、操縦士は墜落する5分前に「万事OK」「予定通りニースに着陸する」と交信しており、アルプス山脈の一角にあるモン・スニ山系を既に通り過ぎたと錯覚、早く高度を下げてしまい山頂付近に激突したという航法上のミス説が報道された。
乗客33人、乗員9人全員が死亡。ヴァイオリニストジャック・ティボーがこの事故で死去した。事故機は墜落後3時間以上炎上していた。
同便は、パリを出発しニース・ベイルート・バグダード・カラチ・コルカタを経由してホーチミン市に向かう予定であった。
2015年3月24日、墜落現場の西1km余りの地点で、ジャーマンウイングス9525便墜落事故が発生した。